# ハート・ジャック
ファンタスティック・ショー『ハート・ジャック』は宝塚歌劇団の舞台作品。16場。
月組公演。併演作品は『翔んでアラビアン・ナイト』。

## 解説
※『宝塚歌劇100年史（舞台編）』の宝塚大劇場公演のページを参照
飛行機、船、そして人の心と、何でも盗まれてしまうこの世の中。ハートをジャックされる恋の誘惑、少女たちに紅い靴を与え、踊り狂わせてマネキンのコレクションに加える靴屋の囚人、少女を求めるドラキュラ、ダイヤモンドを狙う怪盗X、スウィングジャズと歌い踊るビート・ジャッカーと、誘惑があるショー。

## 公演期間と公演場所
- 1983年11月11日 - 12月18日　宝塚大劇場
- 1984年3月4日 - 4月1日　東京宝塚劇場

## スタッフ
- 作・演出：三木章雄
- 音楽：寺田瀧雄、高橋城、筒井広志
- 音楽指揮：橋本和明、岡田良機（宝塚のみ）、伊沢一朗（東京のみ）
- 振付：羽山紀代美、朱里みさを、県洋二、謝珠栄
- 装置：大橋泰弘
- 衣装：任田幾英
- 照明：今井直次
- 音響：松永浩志
- 小道具：万波一重
- 効果：吉田雄二
- 演出助手：中村暁、石田昌也
- 製作担当：古川清（東京のみ）
- 制作：山田謙治（バスケットボール選手ではない）

## 主な配役（東京）
- コレクター、ドラキュラ、美女、歌う男 - 大地真央
- 踊る男、怪盗X、歌手 - 剣幸
- トリオの女、少女 - 黒木瞳
- 歌手、伯爵夫人 - 条はるき
- 子分、踊る男 - 芹まちか、桐さと実
- 子分、モボ、踊る男 - 旺なつき、郷真由加
- トリオの女、モガ、歌手 - 春風ひとみ
- トリオの女、踊る女 - こだま愛